# Flaenia
Flaenia (Flanaess en inglés) es la ficticia región más oriental de Oerik, uno de los cuatro continentes del mundo ficcticio de Oerth en el escenario de campaña de Falcongris del juego de rol Dungeons & Dragons. Es el hogar de varias razas humanoides y semihumanoides, y de subrazas humanas, como Oeridios, Flaenios, Baklunios y Suelios.

## Geografía
Flaenia se puede dividir geográficamente como sigue: la Cuenca Baklunia al noroeste, el Imperio de Iuz en el norte, la Península Thillonriana al noreste, el Mar de Polvo en el lejano oeste, el Valle de Sheldomar en el oeste, el viejo Ferrond y su frontera sur (incluyendo la Ciudad de Greyhawk) en el centro de Flaenia, el viejo Sulm y Aerdia en la frontera este, el Gran Reino en el lejano este y la Jungla Amedia en el sudoeste.

## Clima
Esceptuando el extremo norte, las temperaturas alcanzan registros bajo cero sólo en los meses de invierno de Sunsebb y Fireseek y algunas veces en las últimas noches del otoño y las primeras de la primavera. Aun entonces, las temperaturas rara vez descienden más allá de cero. Las regiones del noreste y del centro, con las más frías, con inviernos que se extienden hasta los meses de Ready'reat y Readying. Las corrientes cálidas del océano Drawmidj mantienen moderado el clima de las regiones que lo bordean. El verano dura al menos cinco meses o más. Prevalecen vientos del noreste en invierno y otoño y del sureste el resto del año. Los vientos invernales del noreste, son conocidos como "el Aliento de Telchur", mientras que los vientos del este son llamados algunas veces como "la risa de Atroa". Lluvias abundantes proveen de una plena agricultura a lo largo de Flaenia.
- Datos: Q5457345